# بيك ين وي
بيك ين وي (بالملايوية: Peck Yen Wei)‏ هي لاعبة كرة الريشة ماليزية، ولدت في 10 فبراير 1996 في كوالالمبور في ماليزيا.

## وصلات خارجية
- بيك ين وي على موقع BWF.tournamentsoftware.com (الإنجليزية)
- بيك ين وي على موقع BWFbadminton.com (الإنجليزية)